# Christopher Marlowe
Christopher Marlowe (batejat el 26 de febrer de 1564 – mort el 30 de maig de 1593) fou un dramaturg, poeta i traductor de l'època elisabetiana. Se'l coneix pels seus magnífics versos blancs, els seus colpidors protagonistes i la seva inoportuna mort.

## Biografia
Christopher Marlowe va ser batejat a l'església de Sant Jordi a Canterbury, el 26 de febrer de 1564. Era fill d'un sabater d'aquesta població, John Marlowe. El jove Christopher va anar a l'escola King's School de Canterbury (on un dels edificis du avui el seu nom) i al Corpus Christi College de la Universitat de Cambridge, amb una beca que va rebre en haver-se graduat en arts el 1584.
El 1587, la universitat no acabava de decidir-se a concedir-li el títol de mestre per culpa d'un rumor que l'acusava d'haver-se convertit al catolicisme i de voler inscriure's al col·legi anglès de Reims per preparar-se per al sacerdoci. Tanmateix, va rebre el títol quan estava previst, quan el Privy Council del Regne Unit va intervenir al seu favor agraint-li la seva dedicació i els bons serveis prestats a la reina. El Privy Council no va especificar mai la naturalesa dels serveis, però la carta a les autoritats de Cambridge ha generat molta especulació, fins i tot la teoria que Marlowe exercia d'agent secret per als serveis d'intel·ligència. No hi ha proves clares en favor d'aquesta teoria, però és obvi que Marlowe bé devia prestar algun servei al govern.

## Carrera literària

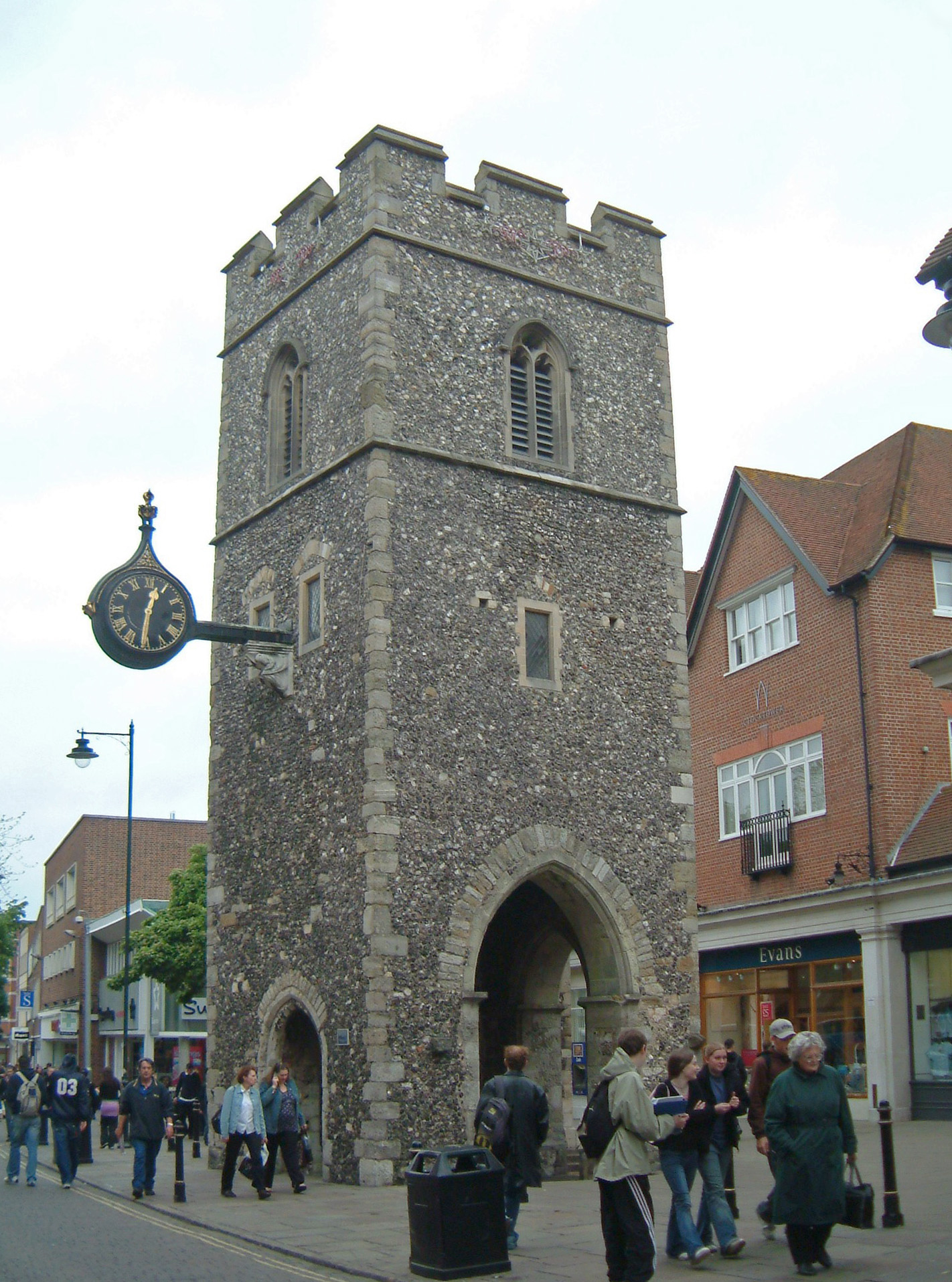
Torre de l'església de Sant Jordi a Canterbury

Dido, reina de Cartago sembla la primera obra dramàtica autònoma de Marlowe. Possiblement, la va escriure a Cambridge juntament amb Thomas Nashe.
La primera obra de l'autor que se sap que es va representar a Londres fou Tamburlaine (1587), una història del conqueridor Timur, que comença com a pastor i acaba enfrontant-se als reis del món. Fou una de les primeres obres angleses populars que va utilitzar el vers blanc. Se sol indicar The Spanish Tragedy com l'inici de la fase de maduresa del teatre elisabetià. Tamburlaine fou tot un èxit i el va acompanyar, de seguida, Tamburlaine Part II.
Continua sent un misteri en quin ordre va compondre les seves obres, totes sobre temes polèmics.
The Jew of Malta representa la bàrbara venjança d'un jueu de Malta contra les autoritats municipals. Inclou un pròleg declamat per un personatge que representa Niccolò Machiavelli. Es tracta d'una obra complexa en la qual el jueu, Barabas, és presentat sistemàticament en positiu, mentre que els cristians resulten del tot antipàtics. De la manera que ordeix trames i elabora "guions", se sol relacionar Barabas amb el mateix autor de la peça.
Eduard II (Edward II) és un drama històric anglès sobre el derrocament del rei homosexual Eduard II per part dels nobles descontents i la reina de França.
The Massacre at Paris és una obra breu, es creu que es tracta d'una transcripció feta de memòria per part dels actors, que mostra els esdeveniments de la massacre de Sant Bartomeu el 1572, esdeveniment que els protestants anglesos solien evocar com a màxim exemple de la traïdoria catòlica. Hi apareix un personatge, el silenciós "agent anglès" que, segons alguns rumors, podia ser una representació del mateix Marlowe, que sembla que el va interpretar. Aquesta obra, juntament amb Faustus es considera la darrera obra de l'autor i la més perillosa, ja que tracta sobre monarques i polítics vius en aquell moment (podia ser considerat un acte de traïció) i s'adreça directament a la reina Elisabet I en el darrer acte.
The Tragical History of Doctor Faustus, basada en el Faustbuch, un llibre alemany acabat de publicar, suposa la primera versió teatral del mite de Faust, el pacte d'un savi amb el dimoni. Si bé, de fet, es poden trobar versions del pacte amb el dimoni ja al segle iv, Marlowe se'n desvia significativament fent que el protagonista no sigui capaç de cremar els llibres ni d'obtenir el perdó d'un déu pietós al final de la peça. Al final, el personatge principal de Marlowe acaba esquarterat per dimonis i arrossegat a l'infern. Dr. Faustus és un problema textual per als estudiosos, ja que va rebre nombroses edicions, possiblement també censura, i va ser reescrit un cop mort l'autor. Hi ha dues versions, conegudes com A Text i B Text. Sembla que el text A sigui el més representatiu de l'obra de Marlowe i es considera extret dels esborranys (còpies manuscrites no corregides), cosa que porta a pensar que estava encara incompleta quan van assassinar Marlowe.
Les peces de Marlowe van gaudir de gran èxit gràcies, en part, a la imponent presència escènica de l'actor Edward Alleyn, d'una alçada inusual per a l'època i, segons sembla, els majestuosos papers de Tamburlaine, Faustus i Barabas es van escriure pensant en ell. L'obra de Marlowe era la base del repertori de la companyia d'Alleyn, coneguda com a Admiral's Men, durant tota la dècada del 1590.
Marlowe també va escriure poesia. Entre les composicions poètiques, se li atribueix una èpica menor no acabada, Hero and Leander, que es va publicar el 1598 amb una continuació de George Chapman, la lírica popular The Passionate Shepherd to His Love i les traduccions dels Amores d'Ovidi i del primer llibre de la Farsàlia de Marc Anneu Lucà.
Les dues parts de Tamburlaine es van publicar el 1590. La resta d'obres de l'autor van veure la llum un cop mort. El 1599, van prohibir-ne les traduccions d'Ovidi i en van cremar còpies en públic com a resultat de la campanya contra el material ofensiu empresa per l'arquebisbe John Whitgift.
En català ha estat traduït, entre d'altres, per Carles Reig i Mathew Tree.

## La llegenda al voltant de Marlowe
Igual que ocorre amb altres escriptors de l'època, per exemple, Shakespeare, se sap ben poc sobre Marlowe. La majoria de proves consultades són registres legals i altres documents oficials que ofereixen més aviat poca informació. Això no ha aturat els autors de ficció o de divulgació a l'hora d'especular sobre les seves activitats i personalitat. Se sol veure Marlowe com a espia, cercabregues, heretge i homosexual, a més de fetiller, duelista, tabaquista, falsificador i llibertí. Hi ha poques proves per a qualsevol d'aquestes acusacions. Els fets de la vida de Marlowe s'han vist decorats i convertits en narracions coloristes i fantasioses de la cara fosca del món elisabetià.

### L'espia, la mort
Acusen Marlowe d'haver estat un espia del govern. Tal com s'ha dit, el 1587, el Privy Council va ordenar a la Universitat de Cambridge de concedir a Marlowe el títol de Master of Arts. Amb això, va negar els rumors sobre uns possibles plans d'ingressar al col·legi catòlic anglès de Rheims i va declarar que, al contrari, havia estat implicat en activitats no especificades al servei de la reina.
Una teoria afirma que Marlowe era el tutor “Morley” d'Arbella Stuart el 1589, segons descrivia la guardiana d'Arbella, la comtessa de Shrewsbury, que esperava obtenir una paga anual d'unes 40 lliures per part d'Arbella, en haver perdut aquesta quantitat "en deixar la universitat". Aquesta possibilitat va ser exposada per primer cop en una carta d'E. St. John Brooks el 1937. En una carta a la revista Notes and Queries, John Baker afegeix que només Marlowe podia ser el tutor d'Arbella, car no hi havia cap "Morley" conegut en aquella època que tingués un Master of Arts i cap altra ocupació. Altres biògrafs creuen que "Morley" pot haver estat un germà del músic Thomas Morley. Si Marlowe era el mentor d'Arbella, podria indicar que era un espia, ja que Arbella, neboda de Maria I d'Escòcia i cosina de Jaume I d'Anglaterra era, en aquell moment, una candidata a la successió del tron d'Elisabet I.
El 1592, Marlowe va ser detingut a la ciutat holandesa de Flushing per un intent de falsificació de moneda. Va ser enviat al lord Tesorer (Burghley), però sembla que se'n va sortir sense cap càrrec.
A principis de maig de 1593, per tot Londres, van aparèixer penjats diversos pamflets amenaçant els refugiats protestants vinguts de França i els Països Baixos que s'havien establert a la capital anglesa. Un d'aquests escrits, el "libel de l'Església holandesa", escrit en vers blanc, contenia referències a diverses obres de Marlowe i estava signat "Tamburlaine". L'11 de maig, el Privy Council va ordenar arrestar els responsables dels libels. L'endemà, va ser arrestat Thomas Kyd, un company de Marlowe. Van registrar la casa de Kyd i hi van trobar un fragment d'un pamflet herètic. Kyd va afirmar, possiblement sota tortura, que pertanyia a Marlowe. Dos anys abans, tots dos havien treballat per a un mecenes aristòcrata, possiblement Ferdinando Stanley, marquès de Derby, lord Strange, i Kyd va insinuar que, en aquell moment, mentre compartien l'estudi, el document hauria anat a parar entre els seus papers. La detenció de Marlowe va ser dictada el 18 de maig. L'autor no es trobava a Londres sinó a casa de Thomas Walsingham, cosí del difunt sir Francis Walsingham, secretari d'Elisabet I durant la dècada del 1580 i una figura compromesa en l'espionatge d'estat. Tanmateix, es va presentar davant el Privy Council el 20 de maig i va rebre la instrucció de "presentar-se cada dia davant els lords fins que se li indiqués el contrari". El 30 de maig, Marlowe va ser assassinat.
Van circular diverses versions de la mort del dramaturg. Francis Meres sosté que Marlowe va ser "apunyalat fins a la mort per un pervertit criat, un rival en l'amor obscè" com a càstig per ser "epicureista i ateu". El 1917, al Dictionary of National Biography, sir Sidney Lee hi va escriure que Marlowe havia estat mort en una baralla de borratxos, afirmació que se sol defensar fins i tot avui dia.
Els fets només es van conèixer el 1925 quan Leslie Hotson, un estudiós, va descobrir els registres policíacs sobre la mort de Marlowe en el registre públic. Marlowe havia passat el dia en una casa (no pas cap taverna a Deptford, propietat de la vídua Eleanor Bull, en companyia de tres homes: Ingram Frizer, Nicholas Skeres i Robert Poley. Tots tres estaven a sou de la família Walsingham. Skeres i Poley havien ajudat a enxampar els conspiradors de la trama de Babington. Frizer era un criat de Thomas Walsingham. Alguns testimonis mantenen que Frizer i Marlowe ja havien discutit sobre la factura i s'havien intercanviat "diverses paraules malicioses". Més endavant, mentre Frizer seia a taula entre els altres dos i Marlowe estava estirat en un sofà, Marlowe es va apoderar de la daga de Frizer i el va atacar. En la lluita subsegüent, segons el registre policíac, van apunyalar Marlowe accidentalment sobre l'ull dret, ferida que li va causar una mort immediata. El jurat va concloure que Frizer havia actuat en defensa pròpia i, al cap d'un mes, va ser perdonat. Marlowe va ser enterrat en una tomba sense inscripcions al cementiri de St. Nicholas, Deptford, l'1 de juny de 1593.
La tesi de l'assassinat de Marlowe s'ha defensat a partir dels motius següents:
1. Els tres homes que l'acompanyaven el dia de la seva mort tenien connexions tant amb els serveis secrets de l'estat com amb el submón londinenc.[12] Frizer i Skeres, a més, tenien una llarga experiència com a usurers i estafadors, segons demostren els registres judicials.
2. La versió que estaven d'excursió a Deptford sembla poc plausible. De fet, es van passar el dia tancats, debatent. A més, Robert Poley duia despatxos confidencials per a la reina, que es trobava al palau de Nonsuch a Surrey; però en comptes de lliurar-los, va passar el dia amb Marlowe i els altres dos.[13]
3. Sembla massa casualitat que la mort de Marlowe tingui lloc pocs dies d'haver estat arrestat per heretge.
4. La manera com es va produir la detenció de Marlowe fa pensar en alguna cosa més que un simple cas d'heretgia. Va ser posat en llibertat, malgrat proves prima facie i fins i tot tenint en compte que els càrrecs implicaven indirectament sir Walter Raleigh i el marquès de Northumberland. Així doncs, sembla possible que la investigació perseguís la finalitat de servir com a advertiment per als polítics de la "School of Night" o bé que estava lligada a una lluita pel poder dins del Privy Council.[14]
5. Diversos incidents apunten a una vinculació amb el Privy Council (vegeu punt anterior) i el fet que el seu protector fos Thomas Walsingham, cosí segon de sir Francis Walsingham, activament implicat en els serveis d'intel·ligència.

Amb aquests i altres arguments, alguns creuen que alguna cosa que no va revelar la investigació policíaca s'amaga rere la mort de Marlowe. També existeix la possibilitat que no fos assassinat i que la mort fos simulada. Tanmateix, a partir del que se sap avui, no resulta possible establir cap conclusió definitiva sobre què va passar i per què. Existeixen diverses teories, totes amb diferents graus de probabilitat, però cap prova sòlida. Tenint en compte que només queden documents escrits amb els quals extreure conclusions i que possiblement la informació més rellevant no es va deixar per escrit, resulta improbable que s'arribin a conèixer mai totes les circumstàncies de la mort de Marlowe.

### L'ateu
Marlowe arrossega una certa reputació d'ateu. L'única prova de l'època en aquest sentit és l'acusador de Marlowe a Flushing, un informador anomenat Richard Baines. El governador de Flushing va informar que els dos homes es van acusar mútuament d'instigar la falsificació i de passar-se al bàndol catòlic, considerat ateisme pels protestants, "per maldat de l'un contra l'altre". Després de la detenció de Marlowe amb el càrrec d'ateisme el 1593, Baines va enviar a les autoritats una "nota que contenia l'opinió d'un Christopher Marly sobre la seva condemnable visió de la religió i burla de la paraula de Déu". Baines atribueix a Marlowe idees com ara que "Crist era un bastard i que la seva mare era deshonesta", "la samaritana i la seva germana eren prostitutes i que Crist hi tenia tractes deshonests" i que "sant Joan Evangelista era un amant de Crist que reposava en el seu pit" (cf. Evangeli segons Joan 13:23-25) i que "l'utilitzava com tots els pecadors de Sodoma". També acusa Marlowe de simpatitzar amb els catòlics. Altres passatges són simplement escèptics: "convenç la gent de l'ateisme, animant-los a no tenir por d'espantalls". Afirmacions similars provenen de Thomas Kyd des de la presó. Tant Kyd com Baines relacionen Marlowe amb el matemàtic Thomas Harriot i amb el cercle de Walter Raleigh. Altres documents sostenen que Marlowe havia llegit una "conferència atea" a Raleigh. Baines conclou la seva "nota" amb la dubtosa sentència: "Crec que tots els homes de la cristiandat haurien d'esforçar-se perquè es tanqui la boca d'un home tan perillós".
Alguns crítics consideren que Marlowe buscava fer circular opinions d'aquest tipus en les seves obres i que s'identificava amb els seus protagonistes rebels i iconoclastes. No obstant això, cal tenir present que les obres havien de ser aprovades pel Master of the Revels abans de ser dutes a escena i que la censura d'obres publicades requeia en l'arquebisbe de Canterbury. Per tant, sembla possible deduir que aquestes autoritats no van trobar inacceptables les obres de Marlowe, a part dels Amores.

### La sexualitat
Avui se sol dir que Marlowe era homosexual. Tanmateix, segons altres fonts, jutjar avui si una persona de l'època era homosexual o bisexual és un anacronisme. En l'època elisabetiana, el que avui es considera homosexual era possiblement considerat com un simple acte sexual, més que no pas com una orientació o identitat sexual exclusiva.

#### Proves documentals
Hi ha dos documents que insinuen l'homosexualitat de Marlowe.
- El més gràfic és el testimoni de Richard Baines, l'informador que va presentar una llarga llista de càrrecs contra Marlowe després d'haver estat arrestat a Flushing (vegeu el punt anterior). Baines afirma de Marlowe que "tots els que estimen el tabac i els nois són bojos" i que sostenia que Crist i sant Joan Evangelista eren amants.
- El 1593, Thomas Kyd, antic company d'habitació de Marlowe, va redactar una llista amb algunes de les "monstruoses opinions" de Marlowe. Entre aquestes, que Marlowe afirmava que Crist estimava sant Joan "amb un amor extraordinari".

També se sol presentar com a prova que no consta que Marlowe es casés ni que mantingués cap relació amb cap dona.
Alguns autors addueixen que les proves presentades no són determinants i que les declaracions sobre la sexualitat de Marlowe podrien ser només rumors exagerats posteriors a la seva mort. David Bevington i Eric Rasmussen descriuen l'acusació de Baines com un "testimoni no fiable" i comenten: "Aquests i altres testimonis no s'han de tenir en compte per exagerats i per haver estat obtinguts en circumstàncies legals que es podrien qualificar de cacera de bruixes". S'ha insistit també que el testimoni de Kyd es va produir sota tortura i que, per tant, podria estar ben lluny de la realitat.

#### L'homosexualitat en l'obra de Marlowe
Un altre tret característic de l'obra de Marlowe és la inclusió de temes homosexuals.
- Eduard II és una de les poques obres teatrals elisabetianes que tracten l'homosexualitat, partint de la reputació del rei Eduard II. El retrat del rei i el seu amant, Piers Gaveston, no és gens afalagador. Tanmateix, tampoc no ho és el dels barons que n'usurpen el tron. Les representacions modernes de l'obra han demostrat que el declivi i la tràgica mort d'Eduard poden despertar reaccions de solidaritat, cosa que fa pensar que alguns espectadors de l'època experimentessin una resposta similar.
- Dido s'obre amb una escena en què Ganimedes es gronxa sobre la falda de Júpiter. El pare dels déus li demana què entristeix aquell rostre "que procura tant de plaer als meus ulls". Durant l'obra, Venus protesta que Júpiter juga amb "aquell noiet efeminat".
- En Hero and Leander, Marlowe descriu Leander amb la frase "in his looks were all that men desire". Quan neda al mar en una visita a Hero, Neptú s'excita sexualment, l'abraça i el besa. Quan el noi l'adverteix que no és cap dona i que s'ha "equivocat", el déu del mar somriu.

La inclusió del tema de l'amor entre persones del mateix sexe en les obres de Marlowe s'ha interpretat com a reflex dels seus interessos personals. Si bé els classicistes solien imitar els temes homosexuals que apareixen en els texts grecoromans (seria el cas d'Edmund Spenser en The Shepheard's Calendar), Marlowe hi dona més èmfasi que altres autors (llevat de Richard Barnfield).
Al costat dels rumors que han passat a la història, la rellevància dels temes homosexuals en l'obra de Marlowe ha despertat, en especial al segle xx, la creença que l'autor estava interessat en l'amor homosexual i que això no implica necessàriament una activitat en aquest camp.

## Marlowe i Shakespeare

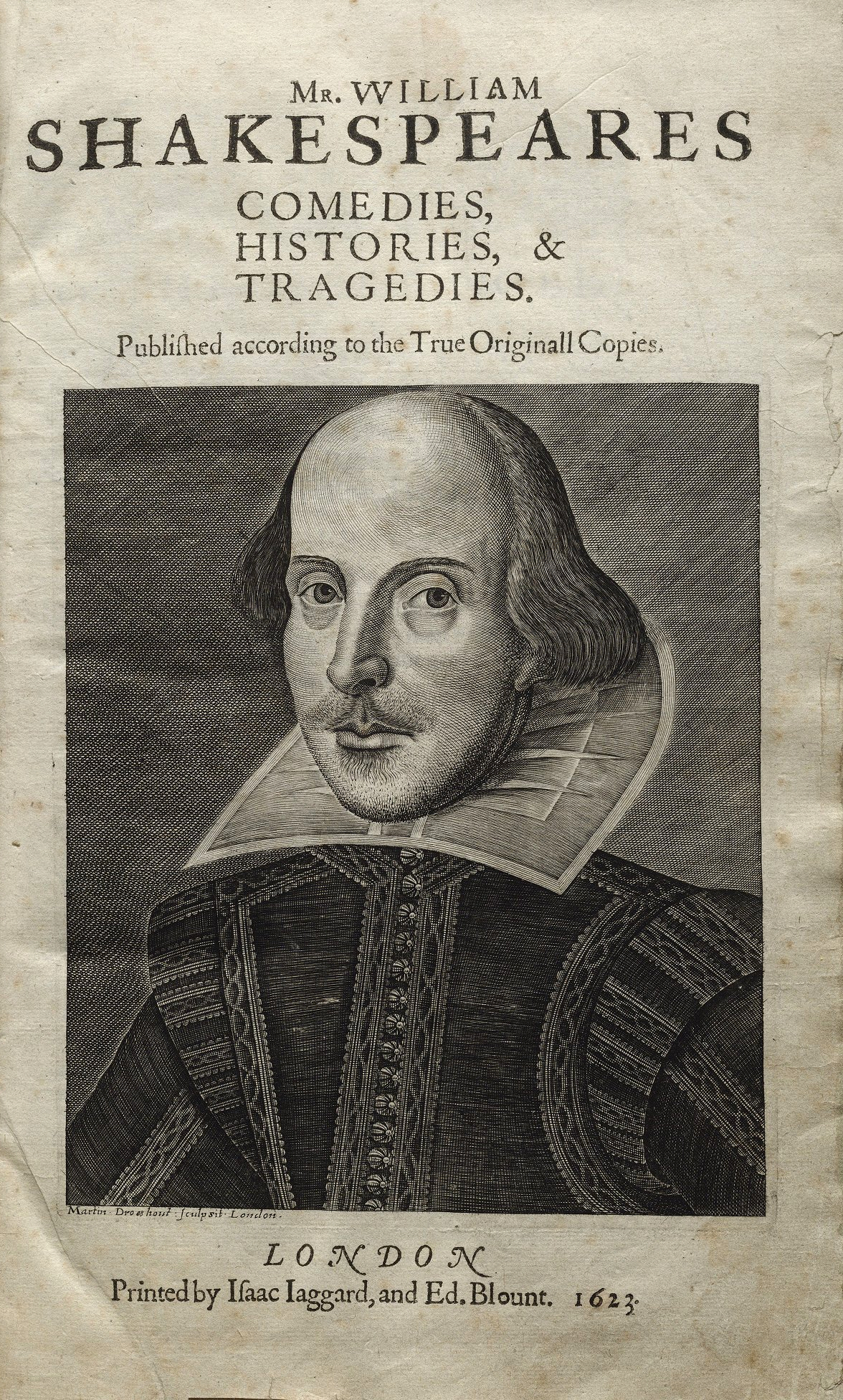
Una imatge de William Shakespeare, un misteri similar i vinculat al de Marlowe

A partir del misteri que envolta la mort de l'autor, s'ha estès una teoria al voltant de la idea que Marlowe va simular la seva mort i després va continuar escrivint sota el nom fals de William Shakespeare. Alguns autors i obres que defensen aquesta tesi són:
- Wilbur Gleason Zeigler en It Was Marlowe (1895)
- Calvin Hoffman en The Murder of the Man Who Was Shakespeare (1955)[22]
- Louis Ule en Christopher Marlowe (1564-1607): A Biography
- A. D. Wraight en The Story that the Sonnets Tell (1994)
- Roderick L. Eagle en The Mystery of Marlowe's Death, N&Q (1952)

Si se'ls considera dos autors diferents, cal destacar que el tribut més famós que ha fet un autor a Marlowe es troba en l'obra de Shakespeare Al vostre gust, en què a més de citar un vers d'Hero and Leander (Dead Shepherd, now I find thy saw of might, "Who ever loved that loved not at first sight?") posa en boca del clown Touchstone les paraules "When a man's verses cannot be understood, nor a man's good wit seconded with the forward child, understanding, it strikes a man more dead than a great reckoning in a little room". Sembla que es tractaria d'una referència a l'assassinat de Marlowe, fruit d'una baralla per un "reckoning", una factura.
Shakespeare, de fet, mostra una gran influència de Marlowe en les seves primeres obres. Això es pot veure en l'aprofitament de temes de Marlowe en peces com Marc Antoni i Cleòpatra, El mercader de Venècia, Ricard II i Macbeth (Dido, Jew of Malta, Edward II i Dr. Faustus respectivament). En Hamlet, després de trobar-se amb els actors ambulants, el príncep Hamlet es posa a conversar sobre Dido, Queen of Carthage i en cita fragments. Donat que aquesta obra és l'única de Marlowe que no es va representar en un teatre públic, es pot deduir que Shakespeare coneixia prou bé l'obra del seu contemporani. En Treballs d'amor perdut, seguint The Massacre at Paris, Shakespeare presenta un personatge anomenat Marcade (versió francesa de Mercuri, el missatger dels déus, un malnom que Marlowe feia servir), que arriba per interrompre la diversió amb la notícia de la mort del rei. Un homenatge que escau a un autor que es va recrear en la destrucció en les seves obres de teatre.

## Obres
Les dates de redacció són aproximades.
Teatre
- Dido, Queen of Carthage (c. 1586) (amb Thomas Nashe).
- Tamburlaine, part 1 (c. 1587).
- Tamburlaine, part 2 (c. 1587).
- The Jew of Malta (c. 1589).
- La tràgica història del Doctor Faust (c. 1589 o 1593).
- Edward II (c. 1592).
- The Massacre at Paris (c. 1593).

L'obra Lust's Dominion es va atribuir a Marlowe en ser publicada el 1657. Estudiosos i crítics han acabat per refusar, de manera gairebé unànime, aquesta atribució.
Poesia
- Traducció de la Farsàlia de Lucà (data desconeguda)
- Traducció de les Elegies d'Ovidi (dècada de 1580?)
- The Passionate Shepherd to His Love (anterior a 1593, possiblement durant la dècada del 1580)
- Hero and Leander (c. 1593, incomplet; acabat per George Chapman el 1598)

Traduccions al català
- La tràgica història del doctor Faust. Traducció de Josep Carner-Ribalta
- Eduard II. Traducció de Carles Reig